# Wichry namiętności
Wichry namiętności (ang. Legends of the Fall) – film produkcji USA z 1994 roku.
Film jest adaptacją noweli Jima Harrisona z 1979 roku o tym samym tytule. Reżyserem filmu był Edward Zwick, producentem Marshall Herskovitz.
W ciągu dwóch pierwszych miesięcy wyświetlania w kinach Ameryki Północnej film zarobił prawie 60 milionów dolarów. Był nominowany w trzech kategoriach do Oscarów i zdobył nagrodę za najlepsze zdjęcia dla Johna Tolla.

## Fabuła
Historia kornwalijskiej rodziny imigrantów pułkownika Wiliama Ludlowa i jego trzech synów: Alfreda, Tristana i Samuela. Bracia wraz z ojcem żyją na odległych równinach Montany. Film ukazuje ich historię od początku XX wieku, I wojny światowej, przez erę prohibicji, kończąc na krótkiej scenie w 1963 roku. Zarówno film, jak i książka zawierają okazjonalne terminy w języku kornwalijskim.

## Role
- Brad Pitt – Tristan Ludlow, średni syn pułkownika Williama Ludlowa; po odejściu matki przysięga, że nigdy o niej nie będzie mówić. W wieku 12 lat dotyka śpiącego niedźwiedzia grizzly, który budzi się i rani go, ale ten odcina mu pazur. Dziki i wychowany w tradycji rdzennych Indian
- Anthony Hopkins – Pułkownik William Ludlow
- Aidan Quinn – Alfred Ludlow, najstraszy syn pułkownika Williama Ludlowa, odpowiedzialny, ale ostrożny
- Julia Ormond – Susannah Fincannon Ludlow, narzeczona Samuela Ludlowa
- Henry Thomas – Samuel Ludlow, najmłodszy syn pułkownika Williama Ludlowa
- Karina Lombard – Isabel Two Decker Ludlow, córka Deckera i Pet, późniejsza żona Tristana Ludlowa, matka jego dwójki dzieci
- Christina Pickles – Isabel Ludlow, żona pułkownika Williama Ludlowa, która nie przystosowawszy się do surowych zim w Montanie, opuszcza męża i synów i przenosi się na wschodnie wybrzeże
- Gordon Tootoosis – Jeden Cios
- Paul Desmond – Decker
- Tantoo Cardinal – Pet Decker, matka Isabel Two
- David Kaye – Samuel Decker Ludlow

## Nagrody i nominacje
Oscary za rok 1994
- Najlepsze zdjęcia - John Toll
- Najlepsza scenografia i dekoracje wnętrz - Lilly Kilvert, Dorree Cooper (nominacja)
- Najlepszy dźwięk - Paul Massey, David E. Campbell, Chris David, Douglas Ganton (nominacja)

Złote Globy 1994
- Najlepszy dramat (nominacja)
- Najlepsza reżyseria - Edward Zwick (nominacja)
- Najlepszy aktor dramatyczny - Brad Pitt (nominacja)
- Najlepsza muzyka - James Horner (nominacja)